# Déconstitutionnalisation par l'effet des révolutions
La déconstitutionnalisation par l'effet des révolutions,, est une théorie en vertu de laquelle certaines des dispositions contenues dans une constitution qu'une révolution a abrogée demeurent en vigueur, à titre de dispositions législatives ordinaires.
La théorie a été élaborée par la doctrine publiciste française, sous la IIIe République, à la fin du XIXe siècle et au début du XXe siècle, à la suite de la loi du 14 août 1884, portant révision partielle des lois constitutionnelles des 24 et 25 février et du 16 juillet 1875. Elle semble avoir été exposée pour la première fois par Adhémar Esmein,, dans la première édition de ses Éléments de droit constitutionnel, parus en 1896. La théorie a été reprise, ou simplement citée, par d'éminents auteurs : Joseph Barthélemy et Paul Duez, Édouard Laferrière et Raymond Carré de Malberg,.

## Exemples

### En France

#### Cas de l'article 75 de la Constitution du 22 frimaire an VIII
En droit constitutionnel français, l'exemple le plus notoire est celui de l'article 75 de la Constitution du 22 frimaire an VIII (13 décembre 1799), instaurant le garantie des fonctionnaires. Il a survécu à six changements de régime et est demeuré en vigueur jusqu'à son abrogation par le décret du gouvernement de la Défense nationale en date du 19 septembre 1870 et, sous la Restauration, le Conseil d'État le visait comme l'article 75 de la « loi » du 22 frimaire an VIII,,.

#### Autres exemples

##### Cas de la Constitution de3 septembre 1791
Les travaux de Jean-Louis Halpérin, complétés par ceux de Jean-Louis Mestres, ont permis d'établir que certaines dispositions de la Constitution de 3 septembre 1791 sont restées en vigueur après la suspension de Louis XVI. Le Tribunal de cassation a considéré que la constitution n'a  été intégralement abrogée ni par l'abolition de la royauté, décrétée par la Convention le 21 septembre 1792, ni par l'adoption des constitutions républicaines du 6 messidor an I (24 juin 1793), du 5 fructidor an III (22 août 1795) et du 22 frimaire an VIII (13 décembre 1799). Dans le jugement de l'affaire Tournal, rendu le 28 décembre 1792, le Tribunal se réfère encore à la constitution en la désignant comme « l'Acte constitutionnel ». Mais, dans le jugement de l'affaire Tantormat, rendu le 17 janvier 1793, le Tribunal ne s'y réfère plus qu'en la désignant comme la « loi du 14 septembre 1791 ». La constitution a été, pour ainsi dire, déconstitutionnalisée. La déconstitutionnalisation de la constitution est confirmée par la formule « acte ci-devant constitutionnel ». La formule apparaît, semble-t-il, pour la première fois dans le réquisitoire d'un commissaire du 5 octobre 1793. La Tribunal la reprend dans le jugement de l'affaire Collin, rendu le 19 ventôse an III (9 mars 1795). Après l'exécution de Louis XVI, le Tribunal s'y réfère encore en la désignation comme la « loi du 14 septembre 1791 ».

##### Cas d'autres articles de la Constitution 22 frimaire an VIII
D'autres dispositions de la Constitution de l'an VIII sont restées en vigueur après l'abrogation de celle-ci. Tel est le cas : de son article 41, substituant la nomination des juges à leur élection,, ; de son article 61, supprimant l'appel circulaire et créant les tribunaux d'appels, ; de son article 76, interdisant à l'autorité publique d'entrer dans une maison de nuit ; et de son article 90, créant un quorum. Ses articles 4 et 5 ont été maintenus en vigueur. En particulier, les dispositions de son article 5, relatives à l'incapacité politique des « domestiques à gage[s], attaché[s] au service de la personne ou du ménage », sont restées en vigueur jusqu'à leur abrogation par le décret du 5 mars 1848 et la loi du 15 mars 1849.

##### Cas de l'article 5de la Constitution du4 novembre 1848
La Constitution du 4 novembre 1848 offre un autre exemple, donné par Esmein : son article 5, confirmant le décret du 29 février 1848 abolissant la peine de mort en matière politique, a été maintenu en vigueur,,.

##### Cas du sénatus-consulte du3 mai 1854
Le sénatus-consulte du 3 mai 1854 est demeuré en vigueur, sous la IIIe République,.
En outre, certains principes financiers ont conservé leur force juridique malgré l'abrogation des constitutions qui les avaient énoncés.